# Олкорн (округ)
Округ Олкорн (англ. Alcorn County) — округ штата Миссисипи, США. Население округа на 2000 год составляло 34558 человек. Административный центр округа — город Коринт.

## История
Округ Олкорн основан в 1870 году.

## География
Округ занимает площадь 1036 км2.

## Демография
Согласно переписи населения 2000 года, в округе Олкорн проживало 34558 человек (данные Бюро переписи населения США). Плотность населения составляла 33.4 человек на квадратный километр.